# لي كريسماس
لي كريسماس (بالإنجليزية: Lee Christmas)‏ هو مرتزق أمريكي، ولد في 22 فبراير 1863 في مقاطعة ليفينغستون في الولايات المتحدة، وتوفي في 21 يناير 1924 في نيو أورلينز في الولايات المتحدة.